# Drábsko
Drábsko (ungarisch Darabos – bis 1907 Drábszkó) ist eine Gemeinde in der Mitte der Slowakei mit 156 Einwohnern (Stand 31. Dezember 2024), die zum Okres Brezno, einem Kreis des Banskobystrický kraj, gehört und zur traditionellen Landschaft Horehronie gezählt wird.

## Geographie
Die Gemeinde befindet sich zwischen den Gebirgen Poľana und Veporské vrchy auf einer kleinen Hochebene im Quellgebiet des Flüsschens Rimavica. Das Ortszentrum liegt auf einer Höhe von 960 m n.m. und ist 16 Kilometer von Hriňová sowie 22 Kilometer von Brezno entfernt.
Nachbargemeinden sind Čierny Balog im Norden, Lom nad Rimavicou im Süden und Sihla im Westen.

## Geschichte

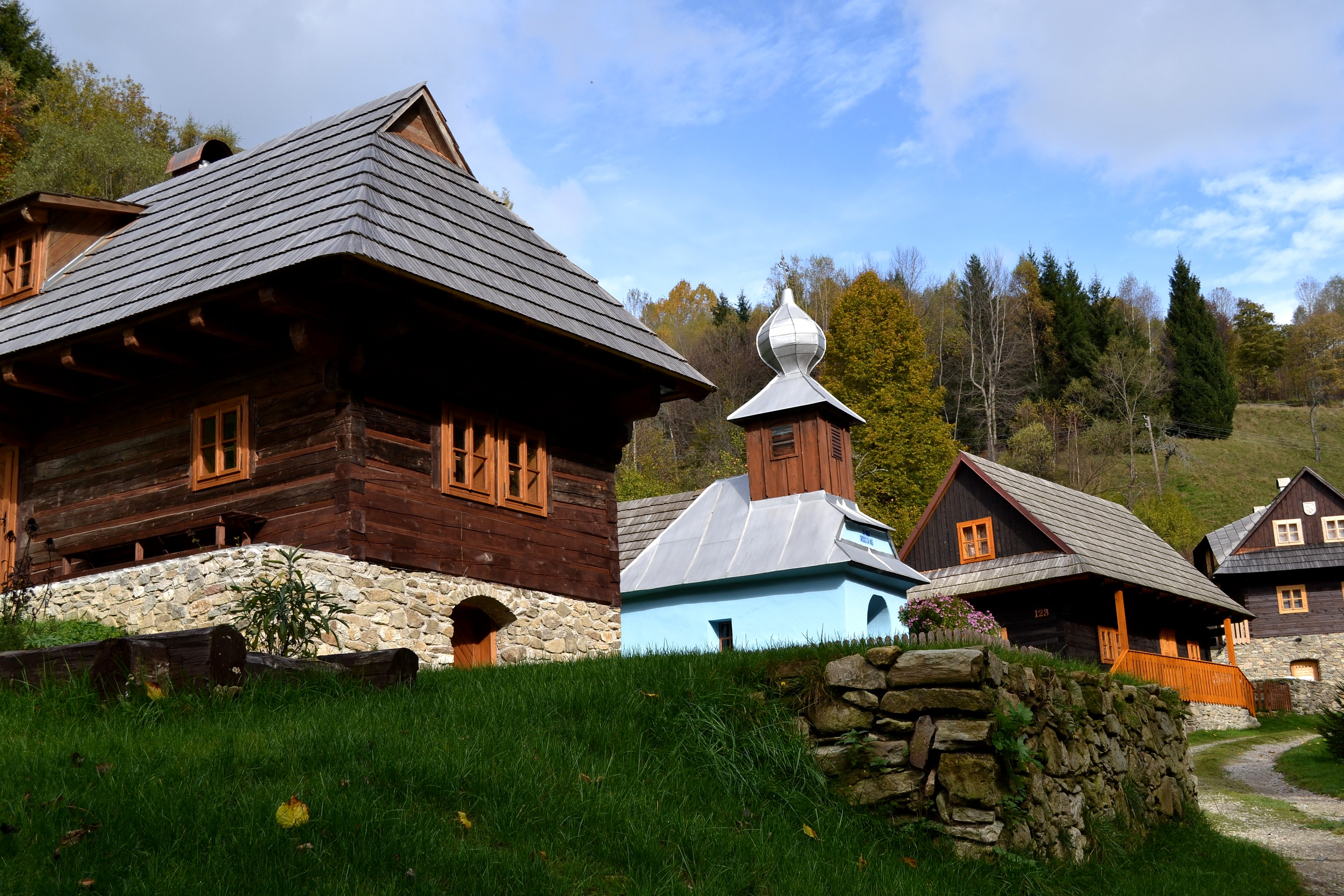
Teil der Siedlung Kysuca und Annakapelle

Der Name Drábsko wurde in der etwas geänderten Form Na Drapskie zum ersten Mal 1566 schriftlich erwähnt. In die im 17. und 18. Jahrhundert entstandenen Waldlichtungen ließ das Geschlecht Forgách im Jahr 1810 Einwanderer aus der Arwa ansiedeln, später kamen Einwanderer aus der Region Kysuce sowie der Mährischen Walachei dazu. Neben dem eigentlichen Ort Drábsko entstanden die Siedlungen Dolina, Kysuca (früher Otília), Sedmák und weitere. Neben Forst- und wenig fruchtbarer Landwirtschaft waren die Einwohner vornehmlich als Viehhalter, in der Schindelherstellung und von der Mitte des 19. Jahrhunderts bis kurz nach dem Ersten Weltkrieg als Arbeiter in örtlichen Glashütten tätig.
Bis 1918 gehörte der im Komitat Sohl liegende Ort zum Königreich Ungarn und kam danach zur Tschechoslowakei beziehungsweise heute Slowakei. Bis 1920 war die heutige Gemeinde administrativ Teil von Lom nad Rimavicou, seither ist sie selbstständig. Nach dem Zweiten Weltkrieg wanderten viele Einwohner nach Brezno, Hronec, Podbrezová und Utekáč zwecks Arbeit aus, sodass viele Häuser z. T. nur noch als Wochenendhäuser Verwendung finden.

## Bevölkerung
| Jahr                | 1994 | 2004     | 2014     | 2024     |
| ------------------- | ---- | -------- | -------- | -------- |
| Anzahl der Personen | 274  | 246      | 209      | 156      |
| Unterschied         |      | −10,21 % | −15,04 % | −25,35 % |

| Jahr                | 2023 | 2024    |
| ------------------- | ---- | ------- |
| Anzahl der Personen | 161  | 156     |
| Unterschied         |      | −3,10 % |

Gemäß der Volkszählung 2011 wohnten in Drábsko 207 Einwohner, davon 187 Slowaken, drei Roma und ein Magyare. 16 Einwohner machten diesbezüglich keine Angabe. 162 Einwohner bekannten sich zur römisch-katholischen Kirche, drei Einwohner zur evangelischen Kirche A. B. und zwei Einwohner zur evangelisch-methodistischen Kirche. 24 Einwohner waren konfessionslos und bei 16 Einwohnern wurde die Konfession nicht ermittelt.

## Bauwerke
- Annakapelle, 1957 erneuert
- traditionelle Blockhäuser in der Siedlung Kysuca